# Hříšice
Hříšice (německy Reispitz) je obec v okrese Jindřichův Hradec v Jihočeském kraji. Leží pět kilometrů severovýchodně od Dačic. Žije zde 329 obyvatel.
Obec disponuje vlastním kulturním domem se sálem, knihovnou, hostincem, obchodem Jednota a mateřskou školkou. Na návsi se nachází dva rybníky a park s kašnou. V okolí se nachází nejvyšší smrk Paninská leč s výškou 45 metrů a obvodem kmene 287 centimetrů a také nejvyšší vrchol Bába a Dědek.
Sousedními obcemi sídla jsou Budíškovice, Dačice, Horní Slatina, Červený Hrádek, Černíč, Knínice a Strachoňovice.

## Název
Původní podoba jména vsi byla Říšice a byla to zdrobnělina jména Říše (obsaženého ve jménech blízkých vesnic Stará Říše a Nová Říše), což byla česká hlásková úprava německého grieß (či grūß, ve starší podobě griōz) - "štěrk"; označoval se tak také rudný štěrk, jméno tedy souviselo s místní hornickou činností. Připojení počátečního H- bylo u jmen začínajících na R- časté. Německá podoba jména Reispitz vznikla z české.

## Historie
První písemná zmínka v historických pramenech pochází z roku 1353, kdy je uváděn Bohuněk z Volfířova, který prodal půl vsi Hříšice, půl Strachoňovic, dvůr ve Veleši a tři podsedky ve Vydří Martinovi z Mutic, purkrabímu na Roštejně. Roku 1399 prodal Heřman z Hradce ves Hříšici spolu s hradem a vsí Bílkovem, městečkem Dačicemi a dalšími vesnicemi Janovi z Kravař. Od té doby měla Hříšice svoje osudy spojeny s bílkovským zbožím a od roku 1610 pak s panstvím Dačice až do konce feudálního období v roce 1849. Podle vceňovacího operátu žilo roku 1843 v Hříšici 237 obyvatel, z toho 115 mužů a 122 žen ve 40 domech a 56 domácnostech. Z nich se 29 živilo v zemědělství, 4 živnostmi a 1 jiným zaměstnáním, vedle 12 nádeníků. Desátky se odváděly panství Dačice. Z Hříšice se jezdilo na týdenní sobotní trhy do Dačic. Ze živností zde provozovaných to byli 2 krejčí, 1 švec a 1 kovář.

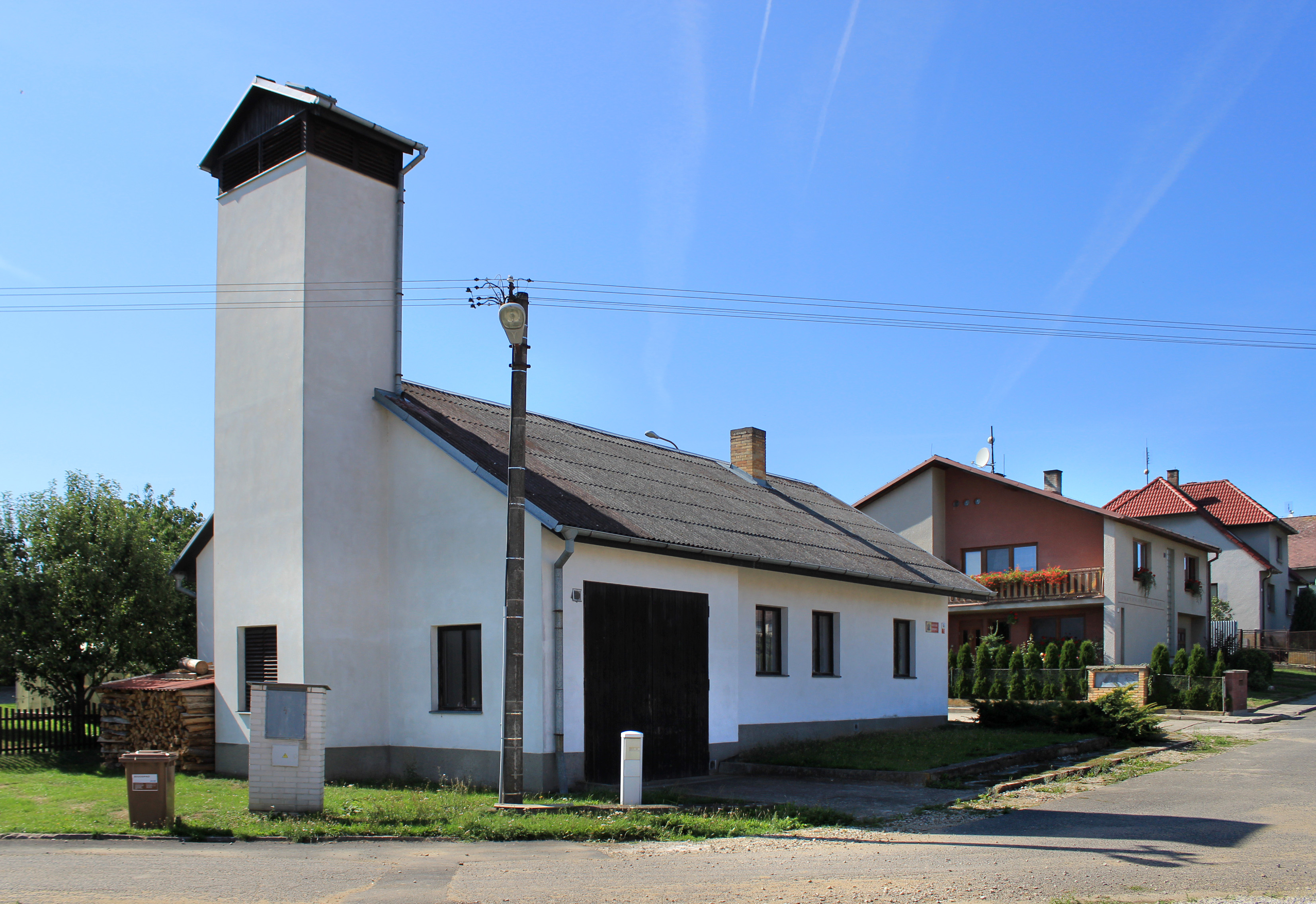
Hasičská zbrojnice

## Vývoj obce do současnosti
Ve druhé polovině 19. a v první polovině 20. století se většina obyvatelstva obce živila zemědělstvím. V roce 1900 byla výměra hospodářské půdy obce 622 ha. Živnosti roku 1911: 1 kovář, 1 obchodník se smíšeným zbožím, 2 obuvníci a 1 stolař.
Živnosti roku 1924: 2 kováři, 1 krejčí, 5 obchodníků, 1 obuvník, 1 trafikant, 30 hospodařících rolníků. 
V roce 1936 byla obec elektrifikována připojením na síť ZME.
JZD vzniklo roku 1957, v roce 1974 se sloučilo s JZD Bílkov, Červený Hrádek, Dobrohošť, Jersice, Malý Pěčín a Velký Pěčín do JZD Čs.-sovětského přátelství Hříšice, hospodařící na 2 672 ha zemědělské půdy. Po roce 1989 se JZD transformovalo na ZD Hříšice.
V roce 1960 byl uveden do provozu obecní vodovod a v roce 1964 zahájena výstavba kanalizace a následovala v roce 1968 úprava parku a vyasfaltování návesních komunikací. Výstavba víceúčelové budovy byla započata roku 1972. Byla rozdělena na tři etapy a dokončena v roce 1979.
V roce 1980 byla započata výstavba nové mateřské školy a byla uvedena do provozu 1983.
V roce 1980 došlo ke sloučení MNV Červený Hrádek s MNV Hříšice. Po zrušení národních výborů došlo 1. července 1990 došlo opět k rozdělení, Jersice však zůstaly součástí Hříšice. V roce 1991 byla dokončena rekonstrukce obecního vodovodu.
V roce 1992 byla zahájena stavba nové hasičské zbrojnice a dokončena v roce 1994. V roce 1996 došlo k předání lesních prostorů bývalého lesního družstva obci a od roku 1997 hospodaří obec na 67 ha lesa. V roce 1998 začala výstavba čističky odpadních vod a ukončena v roce 2001. Roku 2011 bylo zkolaudováno víceúčelové hřiště u silnice na Dačice. V posledních letech dochází hlavně díky mladým lidem k pořádání mnoha akcí pro děti i dospělé.
Nyní převládající zaměstnání: zemědělství, truhlářství, zedníci a malíři, dojížďka za zaměstnáním do průmyslových závodů v Dačicích.

## Obyvatelstvo
| Rok            | 1869 | 1880 | 1890 | 1900 | 1910 | 1921 | 1930 | 1950 | 1961 | 1970 | 1980 | 1991 | 2001 | 2011 | 2021 |
| -------------- | ---- | ---- | ---- | ---- | ---- | ---- | ---- | ---- | ---- | ---- | ---- | ---- | ---- | ---- | ---- |
| Počet obyvatel | 442  | 456  | 436  | 442  | 434  | 447  | 401  | 330  | 343  | 328  | 324  | 307  | 335  | 320  | 330  |
| Počet domů     | 71   | 74   | 72   | 71   | 74   | 75   | 75   | 79   | 78   | 77   | 90   | 96   | 100  | 109  | 114  |

## Obecní správa

### Správní začlenění obce od roku 1850[6]
Do roku 1849 byla Hříšice součástí panství Dačice v Jihočeském kraji. V letech 1850 až 1855 byla podřízena pravomoci Podkrajského úřadu v Dačicích a v rámci soudní správy okresnímu soudu tamtéž. Po zřízení smíšených okresních úřadů s politickou a soudní pravomocí byla v letech 1855 až 1868 podřízena Okresnímu úřadu v Dačicích. Když byly roku 1868 veřejná správa a soudnictví opět odděleny, vrátila se pod politickou pravomoc Okresního hejtmanství v Dačicích, od roku 1919 okresní správy politické a od roku 1928 okresního úřadu tamtéž až do roku 1945. Po osvobození v květnu 1945 náležela pod Okresní národní výbor v Dačicích a v jeho rámci od roku 1949 pod nově vzniklý Jihlavský kraj. Toto začlenění trvalo až do poloviny roku 1960, kdy po územní reorganizaci byla Hříšice s moravským Dačickem začleněna pod správní okres Jindřichův Hradec a Jihočeský kraj, což trvalo až do zrušení Okresního úřadu v Jindřichově Hradci koncem roku 2002. Od roku 2003 spadá jako samostatná obec pod pověřený Městský úřad v Dačicích v samosprávném Jihočeském kraji.

### Části obce
Obec Hříšice se skládá ze dvou částí na dvou stejnojmenných katastrálních územích.
- Hříšice
- Jersice

### Obecní symboly
Znak a vlajka byly obci uděleny rozhodnutím předsedy Poslanecké sněmovny Parlamentu České republiky dne 8. listopadu 2016.

## Škola[6]

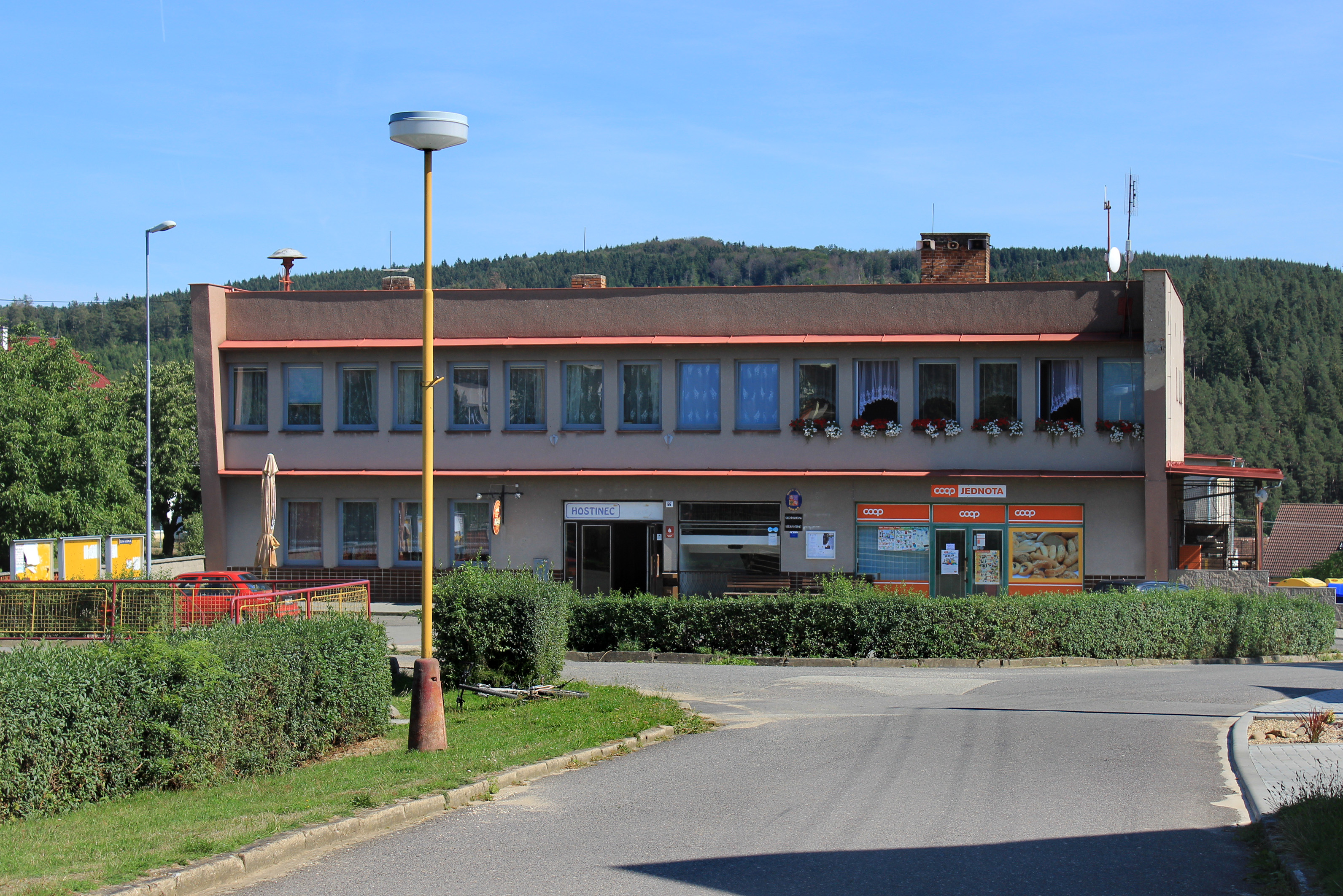
Restaurace, obecní úřad a obchod

Obec byla původně přiškolena do Bílkova, teprve roku 1793 zde byla postavena škola, která byla do roku 1870 expoziturou školy bílkovské. Roku 1838 byl zřízen byt pro učitele, který dostával do užívání obecní pozemky. Jednotřídní škola byla zrušena v roce 1976 a žactvo bylo převedeno do Červeného Hrádku, po zrušení školy v Červeném Hrádku do Dačic.

## Společnost
Samospráva obce od roku 2016 vyvěšuje 5. července moravskou vlajku.

## Pamětihodnosti[6]
- Kaple svatého Jana Křtitele a svatého Vavřince na návsi z roku 1775
- Pomník padlých v první světové válce z roku 1928
- Na katastru obce stávala zaniklá ves Veleš. První zpráva o této vsi se dvorem pochází z roku 1353. V roce 1466 je tato ves uváděna jako pustá
- Tvrz, která je doložena v zemských deskách roku 1378, nebyla však nikdy lokalizována[6]

## Galerie

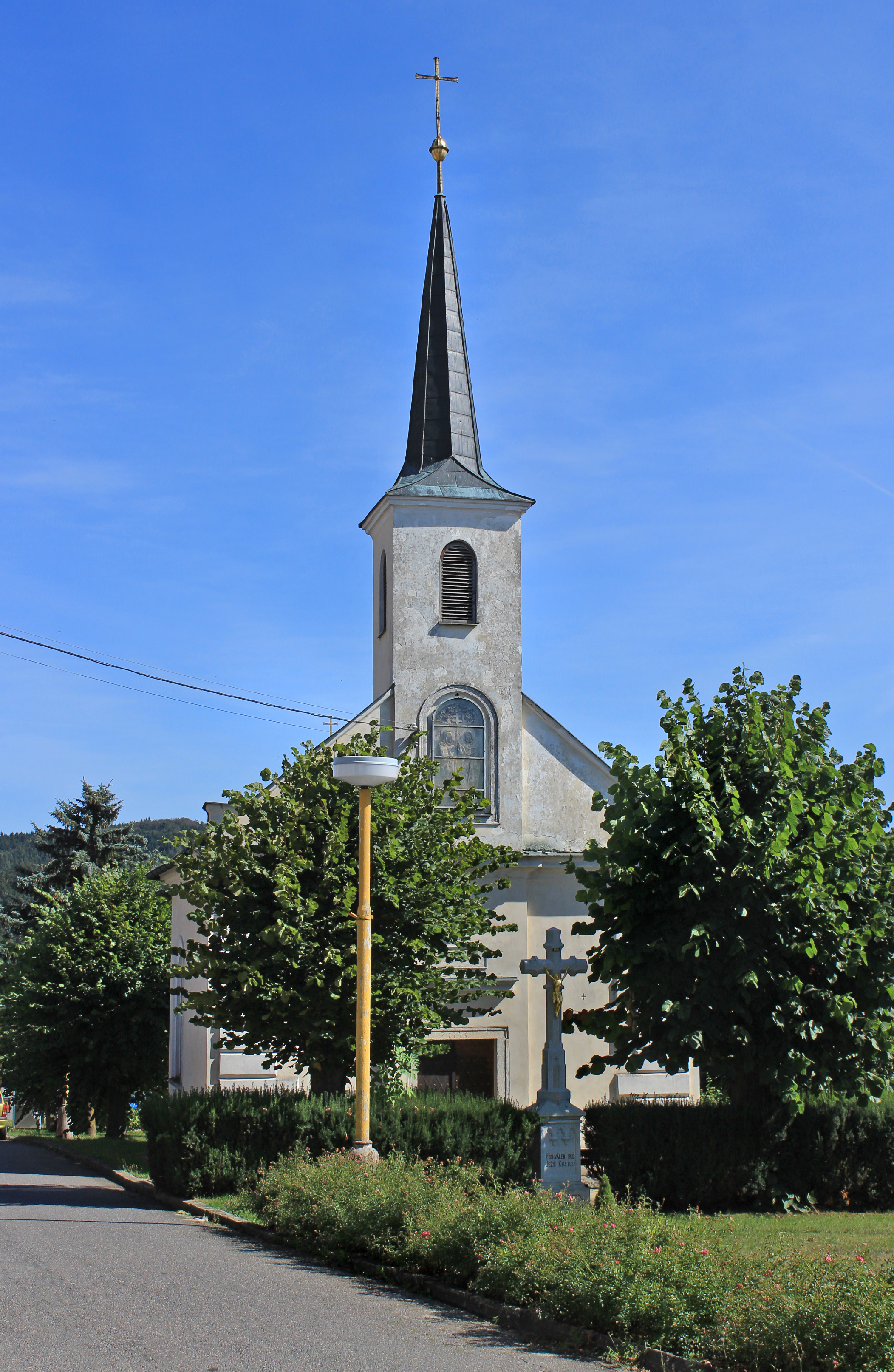
Kaple svatého Jana Křtitele a svatého Vavřince
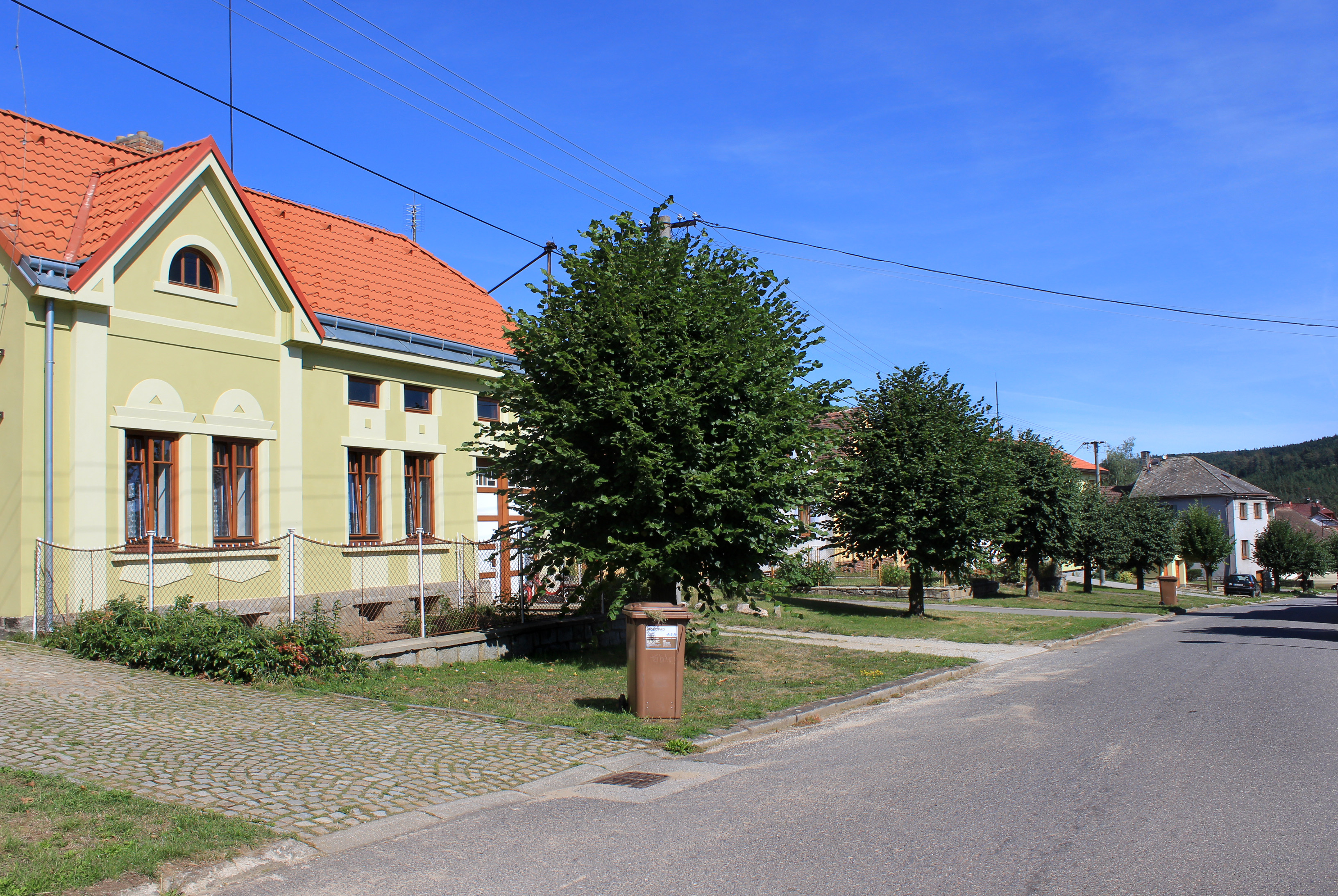
Domky na severní straně návsi
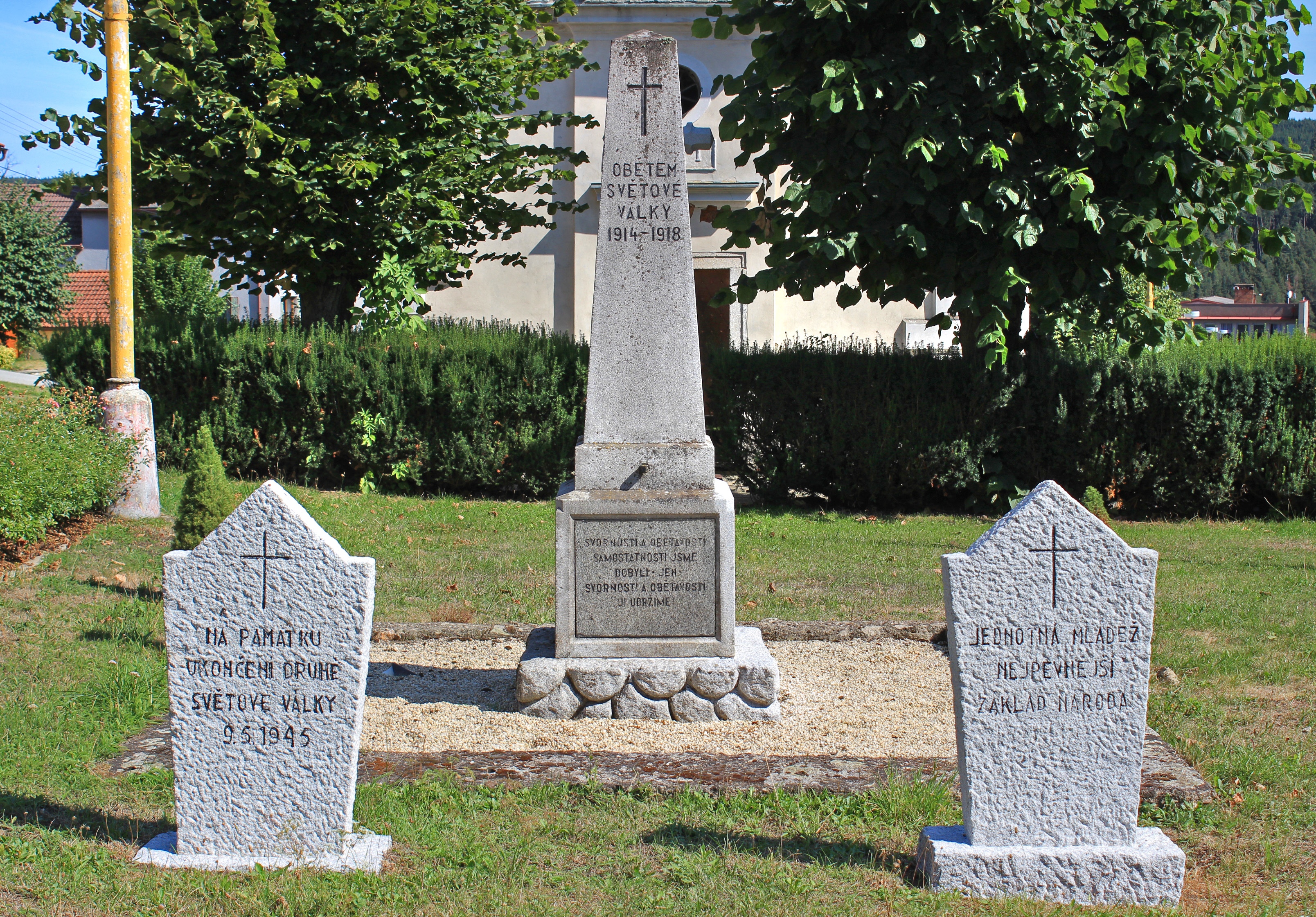
Památníky obětem válek
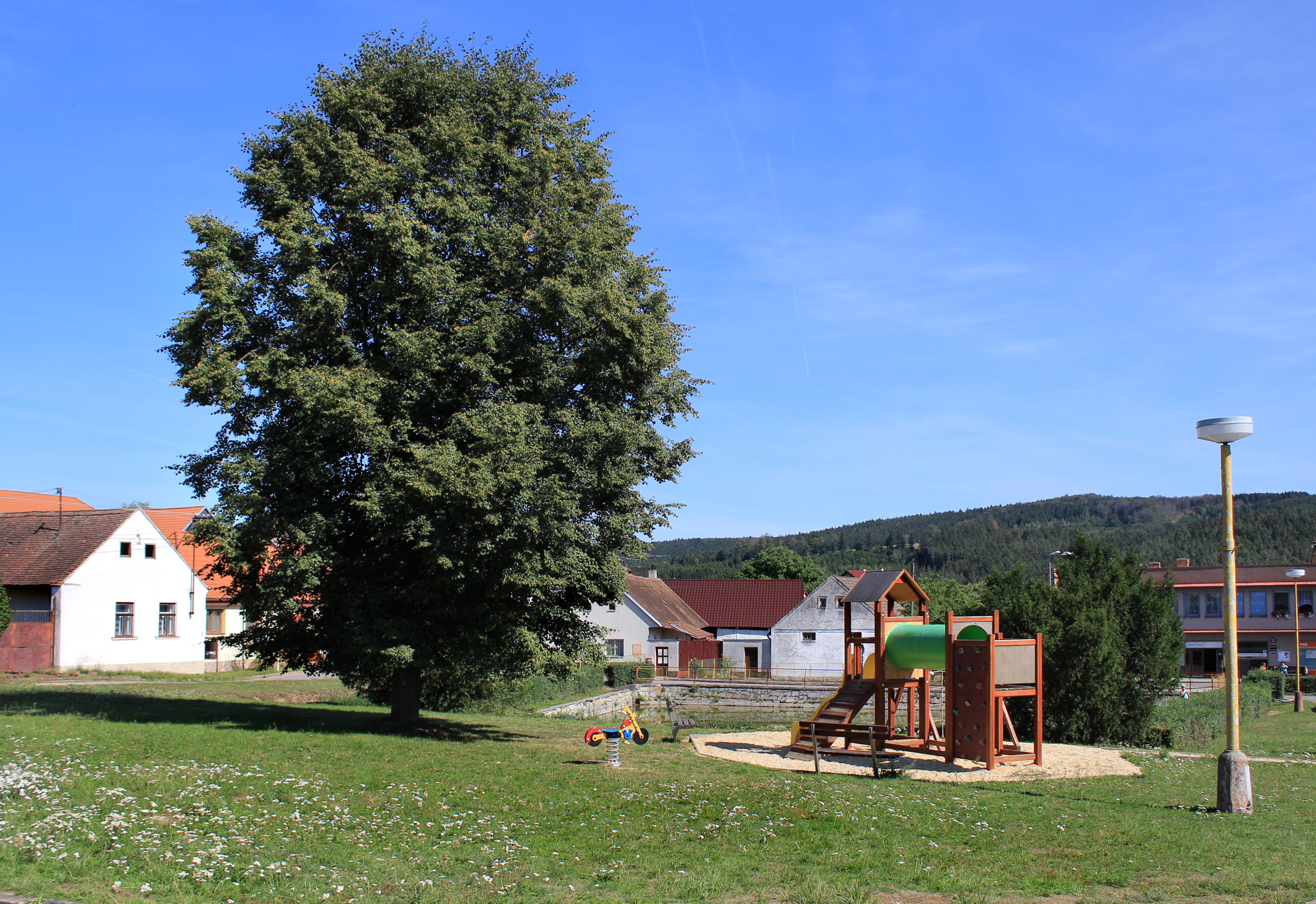
Dětské hřiště na návsi
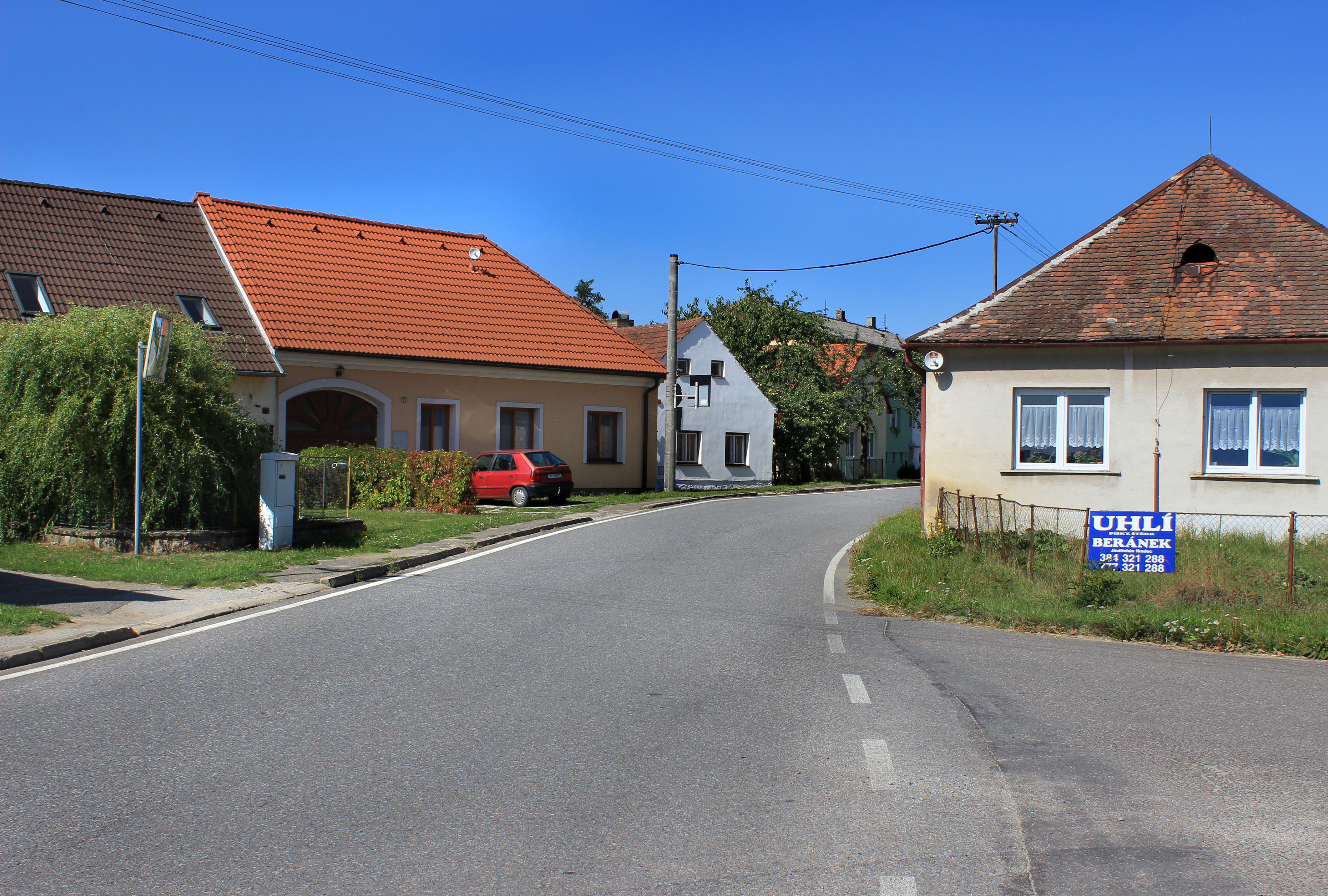
Silnice č. 407 v obci